# サイトウマコト
サイトウ マコト（1952年6月1日 - ）は、日本の美術家、元グラフィックデザイナー。福岡県北九州市出身。福岡県立小倉工業高等学校化学科卒業。日本文化デザイン会議会員（2002年まで）、東京アートディレクターズクラブ会員（2008年まで）、日本グラフィックデザイナー協会副会長（2002年まで）、グッドデザイン賞選考委員（2013年まで）を務めた傍ら、1988年より毎日デザイン賞推薦委員（2014年まで）および毎日芸術賞推薦委員（現在も継続中）、ならびに1994年より2017年まで国際グラフィック連盟（AGI）会員。
2008年金沢21世紀美術館においての個展「サイトウ・マコト展：SCENE［0］」を機に、美術家として制作活動を続けている。
1981年株式会社サイトウマコトデザイン室設立。
2017年株式会社サイトウマコトオフィスに社名変更し、現在代表を務める。

## 略歴
1952年福岡県に生まれる。幼少の頃より独学で絵画を学び、高校を卒業と同時にグラフィックデザインも独学で学ぶ。1975年に当時社長だった永井一正氏の強い推薦で日本デザインセンターへ入社する。1970年代後半よりグラフィックデザインで頭角を現し、デビュー当時からその活動は国内外で注目された。ワルシャワ国際ポスタービエンナーレ展金賞（1984、2002）・銀賞（1990）・特別賞（1980）、ラハティ国際グラフィックビエンナーレ展グランプリ（1989）、ニューヨークADC金賞（1987‐89、1992、1998）、1987年度毎日デザイン賞は当時最年少で受賞し、代表的な国際デザイン賞において驚異的な受賞歴を持ち、1944年創刊の歴史あるグラフィックデザイン専門誌「Graphis」からは、マスターの称号を受けている。作品はニューヨーク近代美術館、ヴィクトリア&アルバート博物館、東京国立近代美術館など世界30以上の美術館がコレクションしており、特にサンフランシスコ近代美術館は約80点が所蔵されている。
絵画の制作に関しては、1977年から1989年まで現代日本美術展、日本国際美術展等に出品し、1979年と1987年に兵庫県立近代美術館賞を受賞。2003年から本格的に再開し、2008年には金沢21世紀美術館で画家として初めての展覧会「サイトウ・マコト展：SCENE [0]」を行った。2019年には、北九州市立美術館にて個展「臨界―Criticality―」が行われている。その他、主な個展に「蜜が蜂を呼ぶように。 Like Nectar Attracting Bees」（小山登美夫ギャラリー、東京、2011年）、「Face to Face / Composition」Paul Kasmin Gallery、ニューヨーク、2012年）、「2100」（小山登美夫ギャラリー、東京、2017年）、「見えるもの、見えないもの。Face Landscape 2021」（タカ・イシイギャラリー、東京、2021年）。主なグループ展に「ソンエリュミエール – 物質・移動・ 時間」（金沢21世紀美術館、石川、2012年）がある。

## 人物
デザイナーの頃に制作したデザインの多くが過激かつ奇抜で、またそのデザインからアグレッシブな勢いを感じさせることで知られる。「過去のデザインをなぞったところで退屈なだけ」という考えを持ち続ける人物であり、既存の概念をたたき壊すようなデザインが多くを占めることで、異端派グラフィックデザイナーの第一人者の異名を取ることでも知られる。
人の顔や体を切り抜いた写真とコラージュを巧みに用いながらグラフィックや絵画の要素をドラマティックに構成するグラフィックデザインに定評がある。
真摯にかつ技量をもってポスターの可能性を追求しているデザイナーである。作品は一見非常に現代的であるが、そのルーツは日本の伝統意匠にあるばかりでなく西欧のグラフィックアートやモダンアートに深いところで結びついている。

## 受賞歴、講演、審査員等
- 2005年 -「サイトウマコト・デザインの視点」講演 AGIのベルリン国際会議 (ドイツ）
- 2002年 - 第18回 ワルシャワ国際ポスタービエンナーレ 金賞 (ポーランド）
- 2001年 - 香港国際ポスタートリエンナーレ展 国際審査員、レッド・ドット・デザイン賞 (best of best) (ドイツ)、The Chicago Athenaeum「GOOD DESIGN AWARDS 2001」受賞
- 2000年 - 第6回 メキシコ国際ポスタービエンナーレ展 銅賞、The Chicago Athenaeum「GOOD DESIGN AWARDS 2000」受賞
- 1999年 - The Chicago Athenaeum「GOOD DESIGN AWARDS 1999」受賞
- 1998年 - ニューヨークアートディレクターズクラブ国際審査員、第77回 ニューヨークアートディレクターズクラブ金賞、特別賞、The Chicago Athenaeum「GOOD DESIGN AWARDS 1998」受賞、パリ・ショーモン国際ポスター展審査員及び個展
- 1997年 - The Chicago Athenaeum「GOOD DESIGN AWARDS 1997」受賞
- 1996年 -「サイトウ・マコトの視点」講演 サンフランシスコ近代美術館[13](アメリカ)、The Chicago Athenaeum「GOOD DESIGN AWARDS 1996]受賞、第4回 メキシコ国際ポスタービエンナーレ展銀賞
- 1995年 - 東京アートディレクターズクラブ グランプリ、The Chicago Athenaeum「GOOD DESIGN AWARDS 1995」1点、特別賞 2点 受賞
- 1993年 - パリ（ショーモン）国際ポスター展 2位[14]
- 1992年 - 第6回 ニューヨークアートディレクターズクラブ国際展 金賞[15]
- 1991年 - 東京アートディレクターズクラブ ADC会員賞、第3回 世界ポスタートリエンナーレトヤマ展 金賞[16]
- 1990年 - 第13回 ワルシャワ国際ポスタービエンナーレ展 銀賞（ポーランド）[15]、第19回 ブルーノ国際グラフィックビエンナーレ展 銀賞（チェコ）[14]、第6回 フランスポスター国際展 グランプリ
- 1989年 - 第3回 ニューヨークアートディレクターズクラブ国際展 金賞・銀賞[15]、第8回 ラハティ国際ポスタービエンナーレ展 グランプリ（フィンランド）、第5回 フランスポスター国際展 グランプリ、コロラド国際ポスター招待展 最高賞[14]
- 1988年 - 第2回 ニューヨークアートディレクターズクラブ国際展 金賞[15]、第2回 世界ポスタートリエンナーレトヤマ展 金賞・銅賞[16]
- 1987年 -「第18回現代日本美術展」東京都美術館　兵庫県立近代美術館賞[17]同館買上げ、第1回 ニューヨークアートディレクターズクラブ国際展 金賞[15]、第3回 フランスポスター国際展 優秀賞、'87 毎日デザイン賞
- 1986年 - 第2回 フランスポスター国際展優秀賞
- 1985年 - 東京アートディレクターズクラブ ADC会員賞、第1回 フランスポスター国際展 優秀賞[4]、第1回 世界ポスタートリエンナーレトヤマ展 金賞・銅賞[16]
- 1984年 - 第9、10回 ワルシャワ国際ポスタービエンナーレ展 金賞・プロジェクト賞 (ポーランド）[15]、東京アートディレクターズクラブ ADC賞[4]
- 1983年 - 東京アートディレクターズクラブ ADC最高賞[4]
- 1982年 - 東京アートディレクターズクラブ ADC賞[4]
- 1980年 - 第8回ワルシャワ国際ポスタービエンナーレ展 特別賞（ポーランド）[4]
- 1979年 -「第14回現代日本美術展」東京都美術館　兵庫県立近代美術館賞 [18]同館買上げ

## フォント無断盗用問題
2005年2月18日、au design projectの第4弾としてサイトウマコトがデザインした「PENCK」が発売された。当初、「キーフォントもサイトウマコトが手書きでデザインした」と伝えられた。しかし、実際はウェブデザイナーの足立裕司が公開しているフリーフォント「Major Kong」の無断盗用だったことが、足立の指摘で明らかになった。KDDIとサイトウは、無断盗用の事実を認め、足立に謝罪した。

## 著書
- 『サイトウ・マコトの仕事と周辺 (Director and Designer SCAN #5)』（1998年8月 六耀社)

- 『サイトウ・マコト・ポスターズ』(1990年12月 六耀社)
- 『世界のグラフィックデザインシリーズ ggg Books 21 サイトウ・マコト』（1995年7月 公益財団法人DNP文化振興財団)
- 『ALPHA CUBIC WORLD GRAPHIC 1990 MAKOTO SAITO VS GRAPUS』ALPHA CUBIC ”Beaux Arts prolet SUBLIME" (1990年 ALPHA CUBIC GALLERY)
- 『MAKOTO SAITO  GRAPHIC DESIGNER’S DESIGN LIFE』(中国青年出版社)
- 『MAKOTO SAITO : SCENE[0]』(2008年8月 ADP)
- 『MAKOTOSAITO 2100』(2017年 小山登美夫ギャラリー)
- 『サイトウマコト 臨界‐Criticality -』(2019年9月 北九州市立美術館）